# Нидерланды на зимних Олимпийских играх 1998
Нидерланды принимала участие в Зимних Олимпийских играх 1998 года в Нагано (Япония) в шестнадцатый раз за свою историю, и завоевала четыре серебряные, пять золотых и две бронзовые медали.
| Нидерланды на олимпиаде 1998 года в Нагано | Нидерланды на олимпиаде 1998 года в Нагано | Нидерланды на олимпиаде 1998 года в Нагано | Нидерланды на олимпиаде 1998 года в Нагано | Нидерланды на олимпиаде 1998 года в Нагано |
| Медали                                     | Спортсмены                                 | Вид спорта                                 | Дисциплина                                 | Результат                                  |
| ------------------------------------------ | ------------------------------------------ | ------------------------------------------ | ------------------------------------------ | ------------------------------------------ |
| Золото                                     | Идс Постма                                 | Конькобежный спорт                         | 1 000 метров, мужчины                      | 1.10,64                                    |
| Золото                                     | Джанни Ромме                               | Конькобежный спорт                         | 5 000 метров, мужчины                      | 6.22,20                                    |
| Золото                                     | Джанни Ромме                               | Конькобежный спорт                         | 10 000 метров, мужчины                     | 13.15,33                                   |
| Золото                                     | Марианне Тиммер                            | Конькобежный спорт                         | 1 000 метров, женщины                      | 1.16,51                                    |
| Золото                                     | Марианне Тиммер                            | Конькобежный спорт                         | 1 500 метров, женщины                      | 1.57,58                                    |
| Серебро                                    | Ян Бос                                     | Конькобежный спорт                         | 1 000 метров, мужчины                      | 1.10,71                                    |
| Серебро                                    | Боб де Йонг                                | Конькобежный спорт                         | 10 000 метров, мужчины                     | 13.25,76                                   |
| Серебро                                    | Идс Постма                                 | Конькобежный спорт                         | 1 500 метров, мужчины                      | 1.48,13                                    |
| Серебро                                    | Ринтье Ритсма                              | Конькобежный спорт                         | 5 000 метров, мужчины                      | 6.28,24                                    |
| Бронза                                     | Ринтье Ритсма                              | Конькобежный спорт                         | 1 500 метров, мужчины                      | 1.48,52                                    |
| Бронза                                     | Ринтье Ритсма                              | Конькобежный спорт                         | 10 000 метров, мужчины                     | 13.28,19                                   |